# Hyaleucerea boliviana
Hyaleucerea boliviana là một loài bướm đêm thuộc phân họ Arctiinae, họ Erebidae.